# Савойская лига
Саво́йская ли́га (фр. Ligue savoisienne, франкопров. Liga de la Savouè) — французская региональная сепаратистская партия, действующая в регионе Савойя. Основана в 1995 году. Лидер партии — Патрис Абель.
Партия выступает за независимость Савойи, которая была присоединена к Франции в результате Туринского договора 1860 года. Также Савойская лига сотрудничает с Движением Савойского региона, которое выступает скорее за не независимость Савойи, а за её автономию.
Входит в состав Европейского свободного альянса.